# Lunkarya

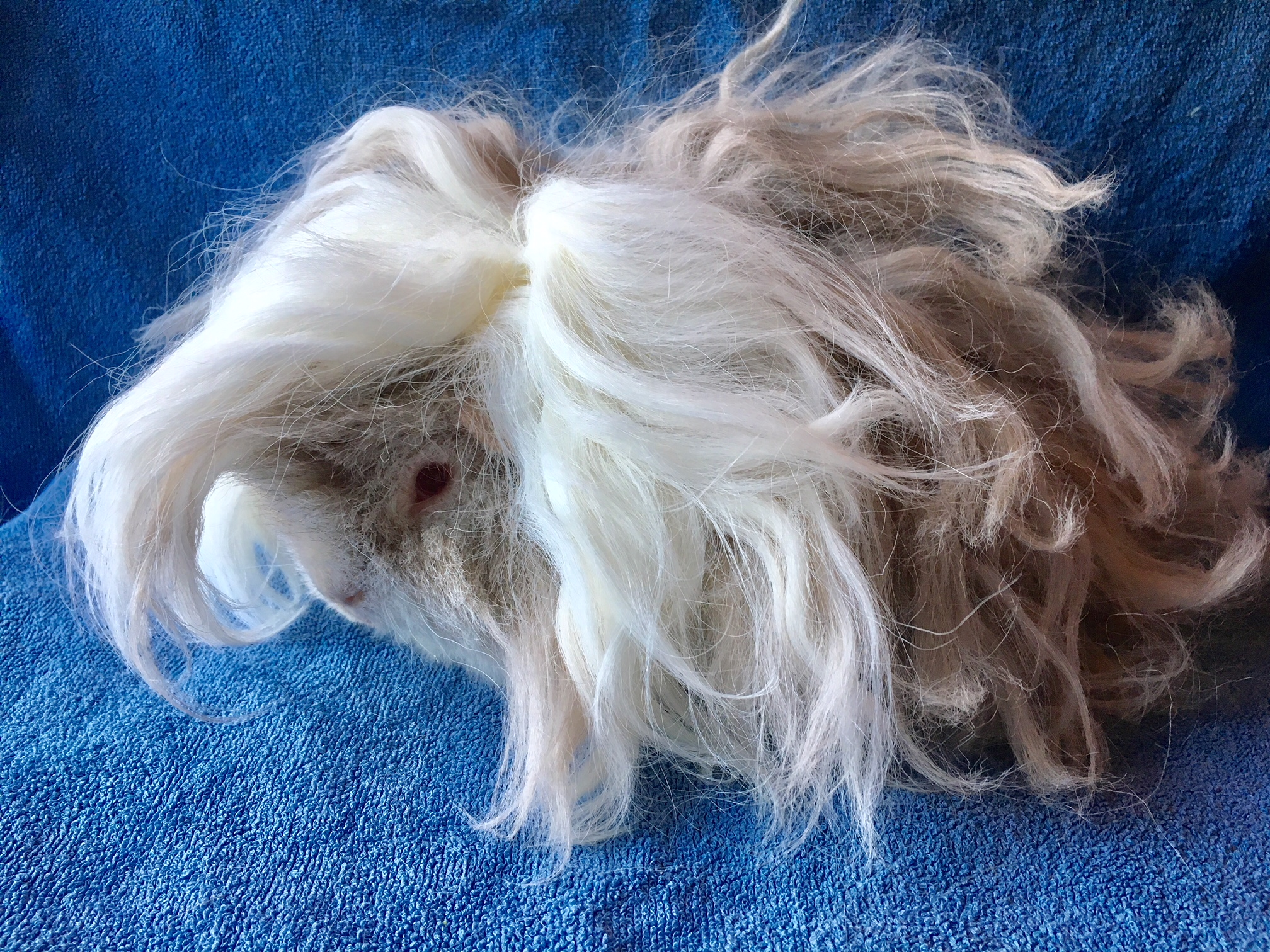
Lunkarya SMF 345 Sch Confettis Sabina, silveragouti/white.

Lunkarya är en svensk marsvinsras. Den är långhårig med tät sträv vågig 
päls och två  virvlar på bakkroppen. År 2008 godkände Svenska Marsvinsföreningen en rasstandard för lunkarya som idag är en etablerad ras.

## Bakgrund
På 80-talet drev de marsvinsintresserade systrarna Monica och Annica Lundqvist en djuraffär i Stockholm, Kungsholmen där de höll på med lite avel. Det var just i denna djuraffär som lunkaryan såg dagens första ljus år 1986. Systrarna uppmärksammade att en liten hane hade fått en mycket speciell päls. Hans föräldrar ska ha varit ”virvelmarsvin”. Hanen döptes till Prins Adam. Han var enligt utsago både lockig och långhårig. Tack vare sitt avelsintresse så tog de själva vara på honom och förde hans anlag vidare. Prins Adam är  stamfader till samtliga lunkarya-marsvin. 
Systrarna insåg på ett tidigt stadium att de förmodligen fått en så kallad mutation och tog tillvara detta på ett förståndigt sätt. Mutationen visade sig genom att marsvinet fick en mycket sträv och vågig päls. Man använde långhåriga marsvin i förädlingsarbetet och redan från början eftersträvade man att få ett 
peruanliknande marsvin, men med denna speciella kvalité på pälsen. Namnet lunkarya kommer sig av att den ena av systrarna kallades för "Lunkan". "Rya" kommer från vårt svenska lantrasfår ryafåret då lunkaryans päls väldigt mycket påminner om ett ryafår. Innan den fick sitt namn gick den under ”Rexperuan” samt ”Dominant rexperuan”.
Genen som ger denna speciella kvalité på pälsen är dominant. Det betyder att det bara behövs en gen för att anlaget ska slå igenom. Men  också att genen för lunkarya aldrig kan ligga dold utan en av föräldrarna behöver själv vara/visa lunkarya för att ungarna ska bli det. Det finns förmodligen modifierade gener som påverkar kvalitén på pälsen, då strävheten kan skilja mellan individerna.

## Utseende
Den variant som vi kallar för Lunkarya är ett långhårigt marsvin där pälsen växer som den gör på en peruan. Den har två höftvirvlar som kastar fram pälsen över ryggen och över huvudet och har lång lugg. De första individerna var silveragouti/white men efter att de parats med peruaner kom det även flerfärgade.
Lunkaryan finns också som sheltie- och coronetvariant. Idag har inte dessa varianter egna namn, utan kallas vanligtvis för "lunkaryasheltie" eller "lunkaryacoronet". De är mycket ovanliga antagligen då dessa varianter inte ger samma ”häftiga” intryck samt att pälsen inte får de karaktäristiska uppåtsträvande lockarna.
Lunkaryan finns också som en korthårig variant, Curly. Pälsen är då oftast lite längre än på ett släthårigt marsvin. Även här ska kvalitén vara så sträv som möjligt och lockig. Vi kallar dessa varianter för curly (saknar de två höftvirvlarna) eller rosettcurly (har höftvirvlar). Det finns några få uppfödare av denna variant, men än så länge finns ingen rasstandard.

## Rasstandard
Lunkarya är en strävhårig långhårsras och därför är också pälsen det viktigaste hos lunkaryan. För att ge en lunkarya det så typiska mäktiga intrycket är en fyllig lugg och kroppsformen av stor betydelse. En lång, jämn, tät och sträv päls är det mest rastypiska hos en lunkarya. Pälsen skall vara sträv och vågig. Ett djur med mycket sträv päls kan vara lockig som ung men på grund av pälsens strävhet försvinner lockarna. Pälsen är mjukare på ungdjur för att bli strävare. Pälsen följer inte kroppen och därför ser pälsen luftig ut. Morrhåren skall vara böjda. 
Pälsen ska vara mycket tät och fyllig. Pälstätheten ska vara jämn både runtom kroppen och från kroppen och ut mot hårtopparna. 
Lunkaryan ska ha två rosetter placerade parallellt och tätt intill varandra på bakdelen. Framför dessa ska pälsen växa framåt och bilda lugg. Luggen ska täcka hela huvudet, senast vid fyra månaders ålder. Pälsen på skuldror och sidor ska vara av jämn längd och harmoniera med släpet. Pälsen i släpet ska vara av jämn längd och harmoniera med skuldror och sidor, så att de bildar en helhet. Idealet för lunkaryan är att pälsen uppifrån sett bildar en cirkel med lika lång päls åt alla håll. Lunkaryan skall presenteras ren och utan tovor. Domaren skall kunna dra fingrarna genom hela pälsen. Luggen skall täcka huvudet och ge intryck av en full cirkel. Pälsen är sträv och vågig. 